# Geocalamus modestus
Geocalamus modestus là một loài bò sát trong họ Amphisbaenidae. Loài này được Günther mô tả khoa học đầu tiên năm 1880.